# チャルーン・サティ
チャルーン・サティとは、タイの仏僧、ルアンポー・ティアン・チッタスポーによって編み出されたヴィパッサナー瞑想の手法である。チャルーン・サティとはタイ語で「気づきの瞑想／気づきの開発法」を意味する。
坐行、歩く瞑想などのヴァリエーションがあるが、いかなる場合でも、さかんに体を動かして気づきを行う点に大きな特徴がある。このため、中国では動中禅と呼ばれている。

## 「手動瞑想」（ヨックムー・サーンチャンワ）

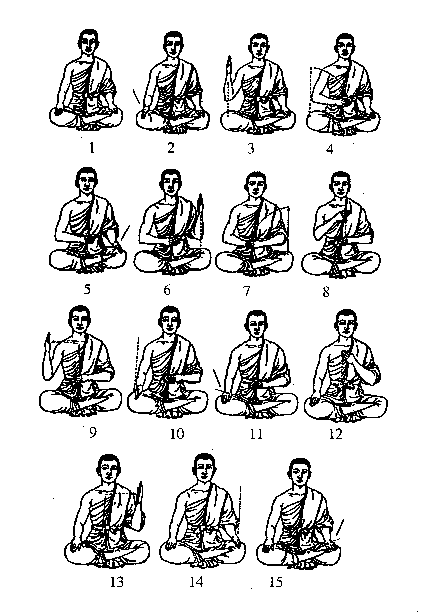
Mahasati Meditation Basic Rhythmic Movements

手動瞑想（ヨックムー・サーンチャンワ）はチャルーン・サティのうちの一つであり、ルアンポー・ティアン・チッタスポーにより開発された瞑想法である。現在ではタイ東北部を中心に150余りの寺で修習されている。手動瞑想での気づきの対象は意志的な腕の動きであるが、開いてあるがままに受け入れていく心と、能動的な意志とを両立させて気づきを開発していくと、自然に微細な身体感覚や感情、思考、心身の法則性への洞察に発展してゆく。
坐って行う場合、目は開き、手を一定のパターンでリズミカルに動かして、気づきを伴わせる。
以下の通りに行う。
1. 両方の手のひらを、ふとももの上に置く。
2. 右の手のひらを垂直に立て、気づく。ゆっくりと行う。そして止まる。（この時、動作のラベリングは行なわない。動きに気づくだけでよい。）
3. 右手をもち上げる。気づく。そして止まる。
4. 右手を腹部あたりまでもって行く。気づく。そして止まる。
5. 左の手のひらを垂直に立てる。気づく。そして止まる。
6. 左手をもち上げる。気づく。そして止まる。
7. 左手を腹部あたりまでもって行く。気づく。そして止まる。
8. 右手を胸の辺りまでもって行く。気づく。そして止まる。
9. 右の手のひらを開くようにして、腕がからだと垂直になるように動かす。（3の位置と同じ）気づく。そして止まる。
10. 右手をふとももまで降ろし、手のひらを垂直に立てる。気づく。そして止まる。
11. 右の手のひらをふとももの上でふせる。気づく。そして止まる。
12. 左手を胸の辺りまでもって行く気づく。そして止まる。
13. 左の手のひらを開くようにして、腕がからだと垂直になるように動かす。（6の位置と同じ）気づく。そして止まる。
14. 左手をふとももまで降ろし、手のひらを垂直に立てる。気づく。そして止まる。
15. 左の手のひらをふとももの上でふせる。気づく。そして止まる。

以下、2～15の動作を繰り返し行う。

### 実践上の注意
- 手のひらを立てる動作の後には、手のひらの感じ・存在する感覚を確認し、腕を移動させた後には腕の存在に気づくなど、一連の動作を終えた後、体にしっかりと気づく。
- 流れ作業的に連続させず、ひとつひとつのパートをできるだけ区切って、別の動きとして行う。